# Oskar Krämer

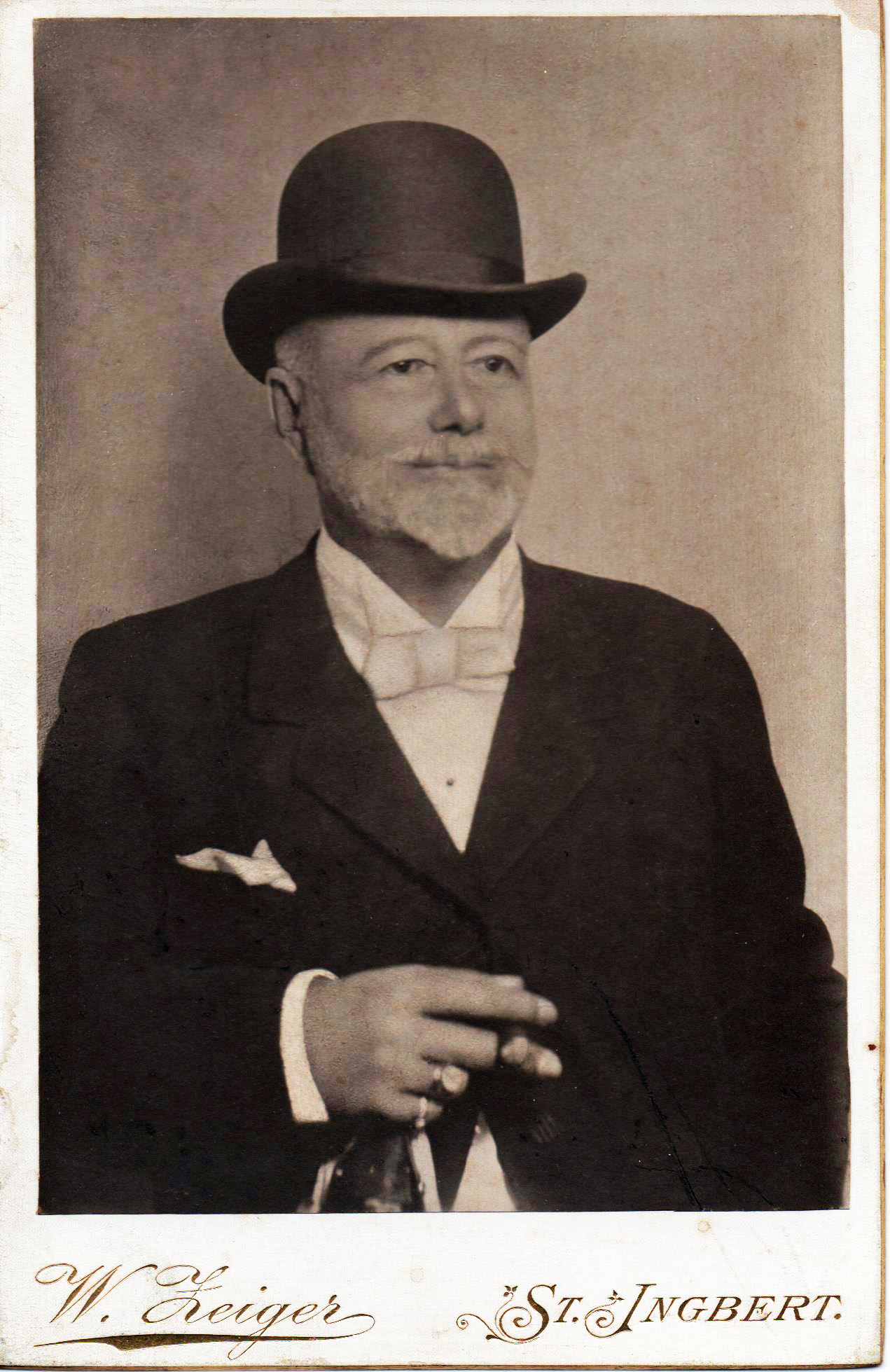
Oskar Krämer

Oskar Krämer (* 28. März 1833 in St. Ingbert; † 20. März 1904 ebenda) war Eisenwerkbesitzer und Mitglied des Deutschen Reichstags.

## Leben
Krämer besuchte das Gymnasium in Saarbrücken, das Polytechnikum in Karlsruhe und die Universität in Berlin. Er unternahm umfangreiche Reisen in Europa und im Orient. Weiter war er Eisenwerk- und Gutsbesitzer in St. Ingbert.
Von 1881 bis 1889 war er als nationalliberaler Abgeordneter Mitglied des Deutschen Reichstags für den Wahlkreis Pfalz 4 (Zweibrücken, Pirmasens), im Reichstag gehörte er der Fraktion der Nationalliberalen Partei an.
Seit 1885 leitete Krämer zusammen mit seinem Vetter Heinrich Kraemer das Familienunternehmen Eisenwerk Kraemer. Krämer veranlasste die Umstellung von dem alten Hochofenwerk mit Puddelbetrieb und der vorherrschenden Erzeugung von geschweißten Schienen und Gußwaren auf ein Stahlwerk mit breiter angelegtem Walzprogramm (1886 neue Drahtstraße, 1889 neues Stabeisenwerk). 1888 erfolgte die Umwandlung der Kommanditgesellschaft auf Aktien in eine Aktiengesellschaft. 1899 wurde Krämers Sohn Oskar II (8. März 1866–1912), der sich nach dem juristischen Staatsexamen durch Lehrjahre im Bankfach für die Nachfolge in der Unternehmensleitung vorbereitet hatte, als Generaldirektor bestellt.
Nach dem Tode des Vaters überführte der Sohn Oskar II Krämer 1905 das Familienunternehmen in das Hochofenwerk Rümelingen mit dem neuen Namen Rümelinger und Sankt Ingberter Hochöfen und Stahlwerke AG. 1911 bildete sich eine Interessengemeinschaft mit der Deutsch-Luxemburgischen Bergwerks- und Hütten-Aktiengesellschaft.